# جيمس إدوين دويل
جيمس إدوين دويل (بالإنجليزية: James Edwin Doyle)‏ هو شخصية أعمال أمريكي، ولد في 23 أكتوبر 1902، وتوفي في 5 مارس 1989.